# Rio hielo

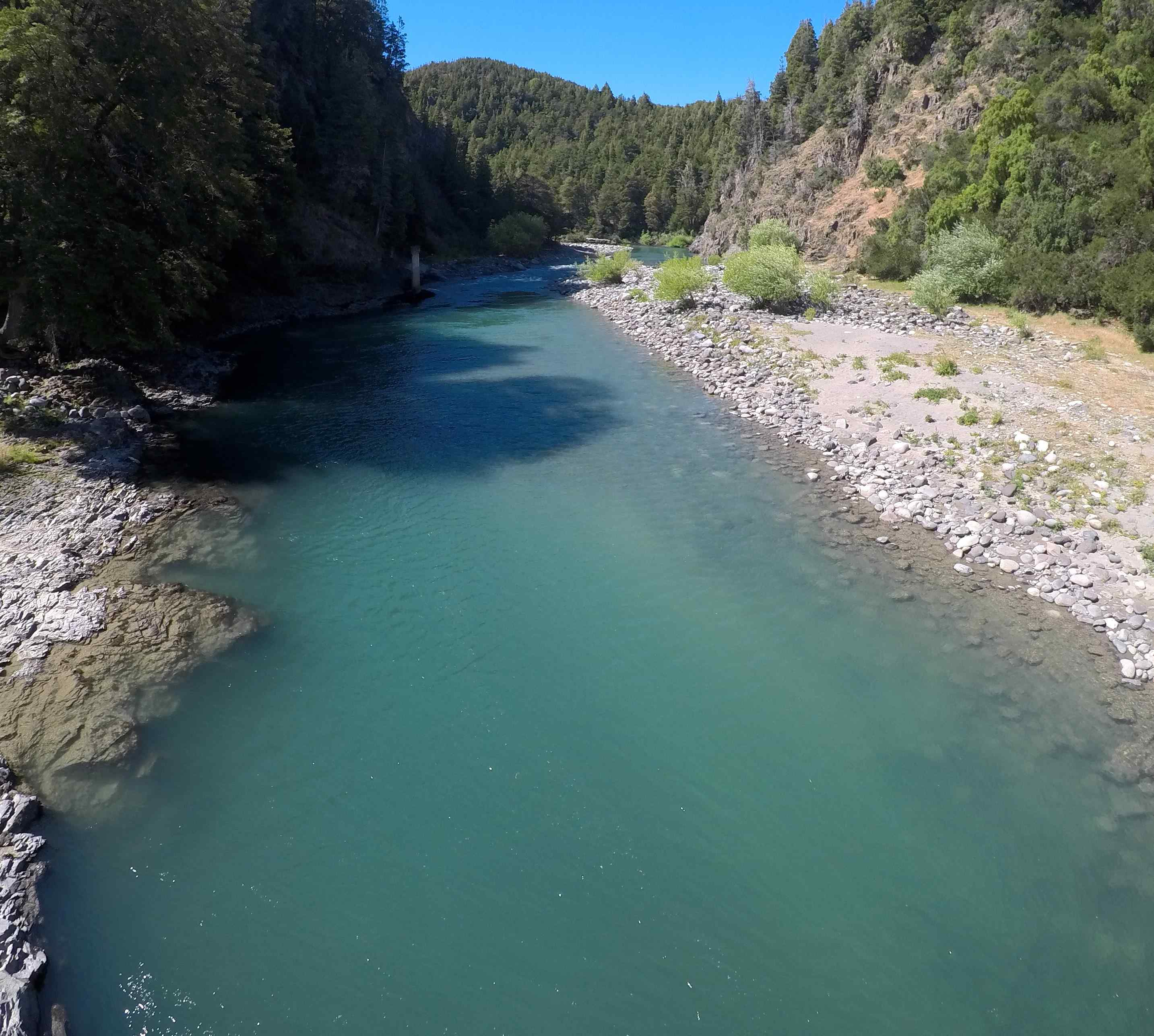
Fotografía sobre puente en Río Hielo

El río hielo se encuentra en la provincia de Chubut, departamento Futaleufu, cabecera de departamento Esquel, provincia de Chubut, en Argentina.

## Características
Posee una red de drenaje bien desarrollada y sus nacientes se hallan en el cordón de los Tobas. Recibe por margen izquierda el aporte del arroyo Blanco, cuyas nacientes se ubican en el cerro Ventisquero Sur (2.070 m IGM). El río Hielo fluye hacia el noreste y recibe, también por margen izquierda, las aguas de los arroyos Oscuro y Atravesado. Aguas abajo, toma el aporte de su principal tributario, el río Frío, que drena el sector oriental de la subcuenca. Este último afluente tiene sus nacientes en las serranías de los Derrumbes (1.300 m) y de los Barrancos y drena los valles de altura que circundan la región. El Frío es emisario de los arroyos Greda, Chileno y Chenque. La confluencia con el río hielo tiene lugar al interior de un cañón que condiciona la dirección de escurrimiento hacia el sur. El Hielo no recibe más afluentes hasta desembocar en el río Carrenleufú, a la altura de Puesto Bustos.